# Gilberto Porro Lambertenghi
Gilberto Porro Lambertenghi (Milano, 18 gennaio 1883 – Altopiano della Bainsizza, 27 agosto 1917) è stato un marchese, arbitro di calcio, dirigente sportivo e calciatore italiano, di ruolo centrocampista.
Ultimo erede dell'illustra famiglia patrizia lombarda, fu vicepresidente del Milan Foot-Ball and Cricket Club (attuale Associazione Calcio Milan) dal 1910 alla sua morte, avvenuta durante la Grande guerra.

## Biografia
Figlio di Giovanni Angelo Porro Lambertenghi (nato a Milano il 2 luglio 1848, morto a Cassina Rizzardi il 3 novembre 1898, figlio di Giberto e nipote del patriota Luigi) e di Virginia Busti, volle donare la Villa di famiglia, a Cassina Rizzardi, alla non più esistente Società italiana per la Protezione dei Fanciulli.
Cadde a soli 34 anni sull'Altopiano della Bainsizza, in una delle ultime azioni mentre era al comando di un reparto di mitragliatrici durante l'undicesima battaglia dell'Isonzo, nella Prima guerra mondiale.

## Carriera
Notissimo sportsman, Porro Lambertenghi militò nelle giovanili del Milan dalla stagione 1905-1906 fino a quella 1908-1909, non debuttando tuttavia mai ufficialmente. Giocò diverse partite con la formazione riserve dei rossoneri ed esordì con la prima squadra in un'amichevole contro il Basilea, nell'aprile del 1907, persa 4-3.
Fu dirigente del club dal 1907 al 1908. Nel 1909 divenne arbitro di calcio; questo fino all'anno successivo, quando fu nominato vicepresidente del Milan.